# Max Dietrich Kley
Max Dietrich Kley (* 26. Februar 1940 in Berlin) ist Aufsichtsratsvorsitzender der SGL Carbon SE und Mitglied im Aufsichtsrat der HeidelbergCement AG. Er war von 1990 bis 2003 im Vorstand der BASF AG und ist seither Aufsichtsratsmitglied. Von 2002 bis 2010 war er Aufsichtsratsvorsitzender bei der Infineon AG und vorübergehend auch Vorstandsvorsitzender.

## Leben
Max Dietrich Kley wurde 1940 in Berlin geboren. Sein Abitur machte er am Humanistischen Gymnasium in Bamberg.
Er studierte Rechtswissenschaften an den Universitäten München, Heidelberg, Paris und Göttingen. 1960 wurde er Mitglied des Corps Vandalo-Guestphalia Heidelberg. 1969 wurde er Mitarbeiter der Rechtsabteilung in der BASF AG und erhielt 1972 Prokura. Im Jahr 1977 übernahm er die Leitung der Steuerabteilung. Im März 1982 wurde er Vorsitzender des Grubenvorstands der Gewerkschaft Auguste Victoria mit dem Bergwerk Auguste Victoria in Marl, welche zur BASF gehörte. Im Juni desselben Jahres übernahm er den Vorstandsvorsitz dieser Grube. Im Jahr 1987 wurde er Leiter des Unternehmensbereiches Energie und Kohle der BASF, im April 1990 Finanzvorstand der BASF und neun Jahre später, im April 1999, deren stellvertretender Vorsitzender. Zwischenzeitlich war er auch Arbeitsdirektor. Im Jahr 2002 übernahm er zusätzlich den Aufsichtsratsvorsitz der Infineon AG. Im Mai 2003 beendete er seine Vorstandszeit bei der BASF und wechselte in den Aufsichtsrat. Nach dem Weggang von Ulrich Schumacher war er von März bis August 2004 vorübergehend Vorstandsvorsitzender der Infineon bis zur Ernennung des neuen Vorstandsvorsitzenden Wolfgang Ziebart. Mit Wirkung zum 17. September 2004 wurde Kley zum Aufsichtsratsvorsitzender der SGL Carbon SE ernannt.
Im Juli 2005 stand Max Dietrich Kley wegen seines Verhaltens in einer Bestechungsaffäre bei der Infineon AG unter Kritik. Im Februar 2010 kam es erneut zum Eklat, als Kley seinen Wunschnachfolger als Aufsichtsratsvorsitzender, Klaus Wucherer, nur mit erheblichem Widerstand durchsetzen konnte.
Kley ist verheiratet und hat drei Kinder. Sein jüngerer Bruder ist Karl-Ludwig Kley, ehemaliger Lufthansa-Finanzvorstand und ehemaliger Vorsitzender der Geschäftsleitung der Merck KGaA.

## Familie
Die Managerin Helene von Roeder ist seine Tochter. Der Manager Karl-Ludwig Kley ist sein Bruder.

## Funktionen
(Stand Februar 2010):
- Vorsitzender des Verbandes der Industriellen Energie- und Kraftwirtschaft e.V. (VIK) von Oktober 1991 bis November 1997, inzwischen Ehrenpräsidentschaft
- Präsident des Deutschen Aktieninstitutes seit März 1998, inzwischen Ehrenpräsidentschaft
- Mitglied der Regierungskommission Corporate Governance Kodex
- Mitglied im Aufsichtsrat der BASF und Vorsitzender des Prüfungsausschusses
- Vorsitzender des Aufsichtsrates der Infineon AG bis Februar 2010
- Aufsichtsratsvorsitzender der SGL Carbon
- Mitglied im Aufsichtsrat der HeidelbergCement
- Mitglied im Advisory Council des Deutschen Krebsforschungszentrums
- Mitglied im Kuratorium der Kulturstiftung der Länder
- Mitglied im Kuratorium der Freunde der Berliner Philharmoniker